# Orlando Suárez Cámara
Orlando Suárez Cámara (Zaragoza, 20 de noviembre de 1980), conocido como Orlando Suárez, es un empresario, comunicador, formador, diseñador gráfico, cantante, expolítico aragonés y académico correspondiente de la Real Academia de Nobles y Bellas Artes de San Luis.

## Biografía
Nació el 20 de noviembre de 1980 en Zaragoza, desarrollando toda su actividad formativa, política y profesional en dicha ciudad.
Nieto del reconocido barítono aragonés Luis Cámara Ciércoles, desde muy joven estuvo ligado a la música y, más concretamente, al bel canto, formando parte del elenco del Teatro Lírico de Zaragoza, en calidad de barítono, con el que se proclamó vencedor de los II Encuentros Nacionales de Zarzuela de Barakaldo (1993), representando en programa doble La Dolorosa y Gigantes y Cabezudos.
Tras abandonar la música, dedicó su formación a disciplinas académicas relacionadas con el mundo empresarial y, en ese momento, su inquietud por la política le llevó a afiliarse al Partido Popular, formación de la que fue secretario provincial de nuevas tecnologías y, en años posteriores, coordinador regional de Ciudadanos en Aragón, compatibilizando su tiempo con la empresa privada, trabajando para diferentes entidades como director de comunicación.
Finalizada su etapa política, fundó la asociación Zaragoza Ciudadana, con la jurista Pilar Arana Pardo, para impulsar y fomentar propuestas ciudadanas para Zaragoza, con el objetivo de lograr una ciudad limpia, innovadora, social, tecnológica y accesible.
Desde enero de 2018 hasta junio de 2024, ha sido el director de los departamentos de Internet y Desarrollo de la empresa aragonesa Ecomputer S.L. Y, desde junio de 2024 hasta la actualidad, es CIO y socio de la marca tecnológica de marketing iLike360, así como profesor de Transformación Digital, Inteligencia Artificial, Adobe Creative Cloud, Desarrollo Web, SEO y UX/UI en Universidad de Zaragoza, INAEM, Grupo San Valero, NETT Digital School y EFOR Internet y Tecnología.

### Formación académica
Estudió formación primaria y secundaria en el Colegio San Agustín de Zaragoza.
Posteriormente, se formó como Técnico Superior en Administración y Finanzas y recibió estudios en Relaciones Laborales en la Universidad de Zaragoza.
Tras numerosos estudios en diseño gráfico y desarrollo web, se formó en el Máster en Marketing, Diseño y Publicidad de NETT Digital School.
En junio de 2025, fue nombrado Académico Correspondiente de la Real Academia de Nobles y Bellas Artes de San Luis.

## Carrera política

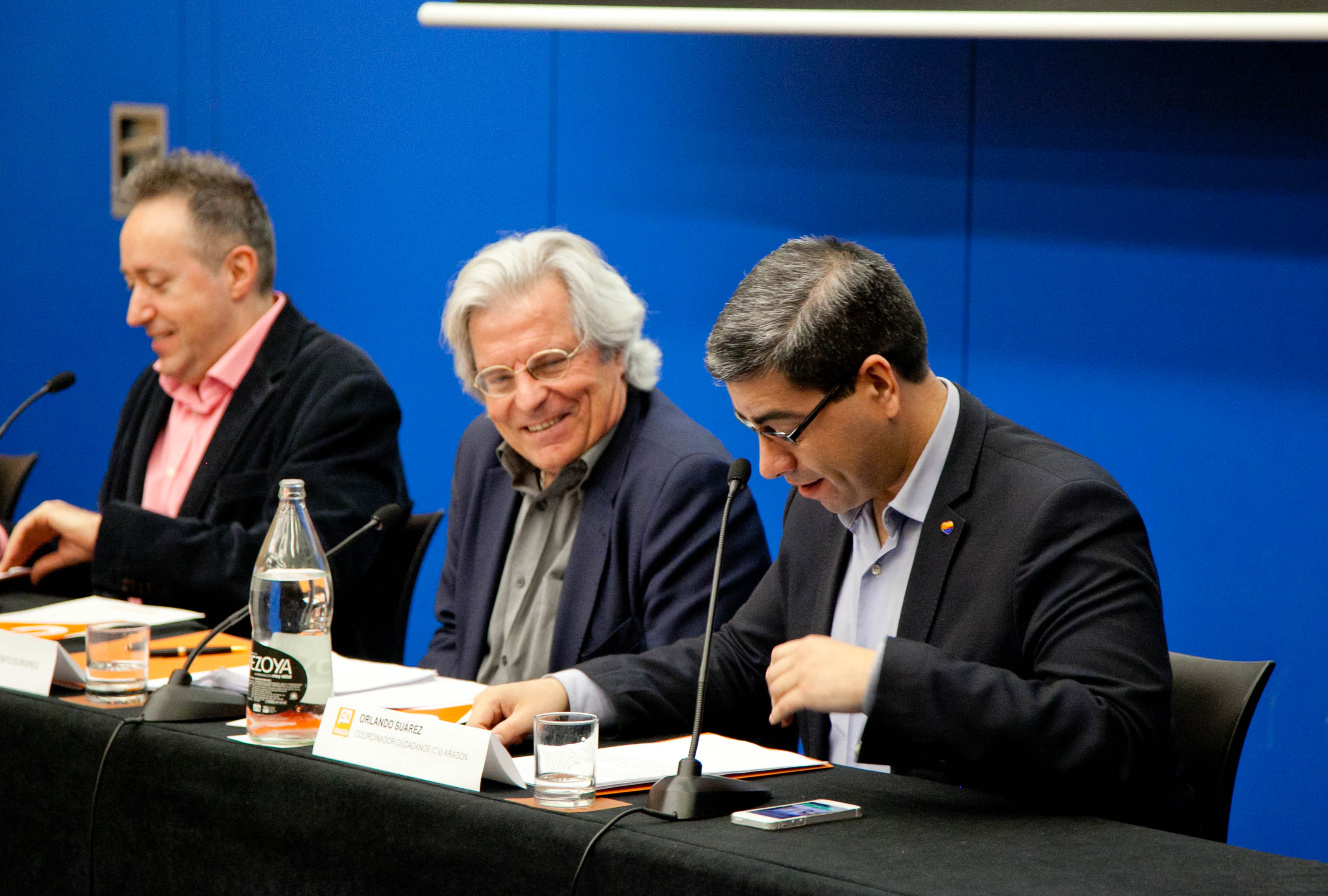
Acto 'La Fuerza de la Union'. Orlando Suárez interviniendo en la mesa presidencial, junto a Javier Nart y Juan Carlos Girauta (2014).

Afiliado a Nuevas Generaciones del Partido Popular en el año 2000, formó parte del Comité Ejecutivo Provincial del Partido Popular en Zaragoza como secretario de Nuevas Tecnologías, bajo la presidencia de Domingo Buesa, hasta 2009.
En 2006, como secretario de Nuevas Tecnologías, fue el responsable de la realización del primer sitio web desarrollado con código abierto (open source) de un partido político.
Durante ese tiempo, tras ser miembro de la candidatura municipal al Ayuntamiento de Zaragoza, fue asesor del Grupo Municipal Popular en el consistorio zaragozano y del Cronista Oficial de la Ciudad de Zaragoza durante la celebración de la Exposición Internacional Zaragoza 2008.
En 2009 abandona el Partido Popular y, tras cuatro años alejado de la política, regresa en 2013 incentivado por el interés del partido político Ciudadanos en su persona, creando la agrupación en la Comunidad de Aragón, y siendo elegido en dos ocasiones, por votación de sus afiliados, como Coordinador del partido en la región.
En 2014, tras diferencias con la dirección nacional del partido, decide presentar la dimisión de su cargo y, tras ser aceptada, abandona la formación naranja y la política.

## Carrera profesional
Comenzó su carrera profesional como responsable de eLearning en la empresa DKV Seguros, filial en España de la compañía multinacional ERGO Insurance Group.
En 2008, bajo la iniciativa de ElCobre Ediciones, Sociedad de las Indias Electrónicas y BBVA, fue incluido en “La Gran Guía de los Blogs” como uno de los 800 blogs más influyentes de habla hispana, en el apartado “Tecnología e Internet”.
En 2009, formó parte del equipo del Plan Localidad del Gobierno de Aragón, impulsado por el Departamento de Justicia, Política Territorial e Interior del Gobierno de Aragón, cuyo objetivo fue el de dotar a todos los municipios aragoneses de una verdadera sede electrónica, conforme a los «Objetivos del Milenio» de Naciones Unidas y la Ley 11/2007 de 22 de junio, de acceso electrónico de los ciudadanos a los Servicios Públicos.
En 2010, fue nombrado secretario de la comisión de Nuevas Tecnologías de la Real Academia de Nobles y Bellas Artes de San Luis, asociada al Instituto de España, y que tiene por misión promover y fomentar el estudio de las bellas artes.
Entre 2009 y 2011, colaboró con el Arzobispado de Zaragoza en la creación y puesta en marcha del nuevo Museo Diocesano de Zaragoza, formando parte del equipo que elaboró la catalogación de obras y los proyectos museológico y museográfico. Posteriormente, diseñó y desarrolló su sitio web oficial  para la inauguración por parte de Su Alteza Real la Infanta Doña Cristina de Borbón el 21 de marzo de 2011.
Desde 2011, fue el coordinador técnico  de la Enciclopedia del Románico de Huesca para la Fundación Santa María la Real del Patrimonio Histórico, presidida por José María Pérez González 'Peridis', publicándose los cuatro tomos en el año 2016.
También ha sido colaborador en diversos medios de comunicación (radio, televisión, prensa escrita y digital), como Radio 4G, Cadena COPE, Radio MARCA, Heraldo de Aragón, Aragón Televisión, Aragón Digital  o Cambio 16, siendo algunas de sus colaboraciones como asesor político y de comunicación y otras bajo la presidencia de la asociación Zaragoza Ciudadana.
Posteriormente, ha trabajado como director de comunicación y marketing en diferentes entidades empresariales y, desde enero de 2018 hasta junio de 2024, ha sido el director del departamento de Internet y Desarrollo de la empresa aragonesa Ecomputer S.L.
Actualmente, desde junio de 2024, desempeña el cargo de CIO y es socio de iLike360, empresa tecnológica especializada en marketing digital. Además, compagina esta labor con su faceta como Académico Correspondiente de la Real Academia de Nobles y Bellas Artes de San Luis y profesor de Transformación Digital, Inteligencia Artificial, Adobe Creative Cloud, Desarrollo Web, SEO y UX/UI en entidades como la Universidad de Zaragoza, INAEM, Grupo San Valero, NETT Digital School y EFOR Internet y Tecnología.

## Mundo asociativo
En 2013, colabora en la publicación «Vivencias de 25 años en el Casco Histórico», gracias a la colaboración de la Asociación de Exconcejales Democráticos de Zaragoza, Ayuntamiento de Zaragoza, Caja de Ahorros de la Inmaculada, Gráficas Lon-Tamish y Unión Vecinal Cesaraugusta, con un artículo sobre «La iglesia parroquial de San Gil. Historia y entorno del templo en el siglo XV».
En 2014, la agrupación de asociaciones de vecinos de Zaragoza Unión Vecinal Cesaraugusta le otorga uno de los galardones en su 25º aniversario, por su labor ciudadana y apoyo al asociacionismo.
En 2015, funda y constituye legalmente  la asociación Zaragoza Ciudadana, con la jurista Pilar Arana Pardo, para impulsar y fomentar propuestas ciudadanas, reforzando la implicación de los vecinos con su ciudad y logrando una ciudad más humana, moderna, cómoda y próspera.
Actualmente en activo, ha colaborado con diferentes entidades asociativas de la ciudad de Zaragoza, consiguiendo dar voz a los ciudadanos en los medios de comunicación  gracias a diversas herramientas tecnológicas, como sitios web o aplicaciones móviles.